# Julián de Zubiría
Julián De Zubiría Samper (Bogotá, Colombia, 23 de julio de 1956) es un educador y columnista colombiano, reconocido por ser fundador y director del Instituto Alberto Merani.

## Biografía
Nació en Bogotá en 1956, en una familia formada por Blanca Samper Zamorano y Roberto De Zubiría Consuegra. Estudió en el Gimnasio Moderno y el Liceo Juan Ramón Jiménez. Se dedicó desde muy joven a la docencia.    
Inició como profesor en un colegio público del sur de Bogotá. Creó hacia 1985, junto a su hermano Miguel y otros educadores, el modelo conocido como Pedagogía Conceptual y, más tarde, el de Pedagogía Dialogante, ambos reconocidos en América Latina. Su propuesta pedagógica fue implementada desde el año 1988 en el Instituto Alberto Merani en Bogotá del cual es miembro fundador y director, desde 1998. El conocimiento teórico y práctico de la pedagogía, le ha permitido hacer propuestas educativas en Colombia y América Latina con propuestas orientadas a una reforma que garantice finalmente los más altos niveles de calidad educativa. En este contexto más amplio, ha sido asesor del Ministerio de Educación de Colombia y de la Secretaría de Educación de Bogotá, consultor en las reformas educativas de Ecuador y República Dominicana. Ha sido consultor de la Organización de las Naciones Unidas en Educación para Colombia. Miembro del Consejo Académico del Plan Decenal de Educación de Colombia 2017-2026. Asesor de la Universidad del Magdalena. Presidente del capítulo colombiano de la Asociación de Educadores de América Latina y el Caribe (AELAC). Ha sido Consultor del Ministerio de Educación de Ecuador, de la Universidad del Parlamento Andino, del Ministerio de Educación Nacional de Colombia y del Convenio Andrés Bello.
A partir de 2016 se dedicó a acompañar el rediseño curricular para Bogotá. Con su equipo del Instituto Alberto Merani ha desarrollado programas de transformación pedagógica en Colombia. Fue columnista de la Revista Semana Educación online desde el año de 2013 hasta 2020 y columnista del periódico El Espectador. Como profesor universitario ha impartido clase en diferentes países de América Latina y España.

## Pedagogía Dialogante
Según sus planteamientos, la escuela debería dedicarse al desarrollo y no al aprendizaje. La función de la escuela debería consistir en enseñar a pensar, valorar y actuar y no en transmitir múltiples informaciones, hoy disponibles en diversas plataformas. Influido por teóricos como Lev Vigotsky, Henri Wallon, Alberto Merani y Reuven Feuerstein, De Zubiría ha articulado sus tesis pedagógicas en el modelo de Pedagogía Dialogante.  
Desde los años noventa esta propuesta pedagógica adoptó el nombre de la Pedagogía Dialogante y ha sido transferida a múltiples instituciones educativas de Colombia, Ecuador, México y Perú. En la actualidad se está llevando a cabo experiencias bajo su enfoque en diversos municipios de Colombia con el apoyo de las Organización de las Naciones Unidas. Desde su inicio, el Instituto Alberto Merani privilegió el desarrollo del pensamiento y la formación ética al trabajo informativo y normativo que desde tiempos inmemoriales han sido la prioridad de la educación tradicional. 
Dicha estrategia dio sus frutos, en especial cuando asumió un trabajo integral, general, por niveles y contextualizada. Esto le permitió formular una acepción de las competencias diferente a la sustentada desde los Ministerios de Educación en América Latina. Esta concepción de competencias elaborada desde la perspectiva del desarrollo humano, se opone a la visión proveniente de la industria que la identifica con capacidades que hay que promover para garantizar competitividad y eficiencia y a la idea frecuente en los maestros de que las competencias son aprendizajes de carácter procedimental. Tras más de tres décadas de experiencias, publicaciones e investigaciones, la propuesta de la Pedagogía Dialogante ha sido puesta a prueba en diversas partes de América Latina. Zubiría es el creador de este método que ha mostrado excepcionales resultados en Colombia, priorizando el desarrollo por encima del aprendizaje y concentrándose en desarrollar las competencias transversales para pensar, interpretar y convivir de los estudiantes, mostrando por qué estas competencias, deberían convertirse en lo esencial a trabajar durante el tránsito por la educación básica y educación media. Zubiria es consultado por varios medios y universidades sobre temas de educación en Colombia.

## Distinciones y obras
Zubiría ha recibido distinciones en Colombia y en el exterior por sus aportes a la educación latinoamericana. En Ecuador recibió una Maestría honoris causa en Desarrollo Intelectual y Educación de la Universidad Católica del Ecuador; en Perú recibió la máxima distinción de la Federación de educadores peruana: el Premio Horacio en el año 2004; es maestro honorario del Instituto Pedagógico San Marcos del Perú, doctorado honoris causa de las Universidades La Cantuta y Federico Villarreal, en Perú. En Colombia fue miembro honorario de la DIE-CEP y recibió la Mención de Honor en el Premio Nacional de ciencias de la Fundación Alejandro Ángel Escobar por su primer libro publicado: Fundamentos de pedagogía Conceptual (1988). El Gimnasio Moderno lo nombró Bachiller Honorario por desarrollar la obra de don Agustín Nieto Caballero (2016).

### Obras
Julián De Zubiría Samper Ha escrito 17 libros y más de 300 artículos de pedagogía.
- (2006) Los modelos pedagógicos Editorial Magisterio.ISBN 9582008768
- (2010) La vigencia de las ideas de Alberto Merani en psicología y educación .
- (2014) Las competencias argumentativas.Neisa. ISBN 9786078345724

Es coautor de los libros:
- (2008) La inteligencia y el talento se desarrollan .
- (2009) Con Ramírez, Alberto; De Zubiría, Julián ¿Cómo investigar en educación? . Neisa. ISBN 9786078345199
- (2009) Con Andrade, Gerardo; Sarmiento,Bertha: Vargas,Vanessa; Sampedro,Henry Diego; De Zubiría, Julián Los ciclos en la educación . Neisa. ISBN 6078345370
- (2009) Diálogos de la economía con otras ciencias, publicado por la Universidad Nacional .
- (Chile, 2010) A refundar la escuela .